# Ute Frevert
Ute Frevert (Bad Salzuflen, 10 giugno 1954) è una storica tedesca.

## Biografia
Ute Frevert è una storca il cui campo di interesse sono la Storia moderna e contemporanea, Storia sociale e di genere. Attualmente è direttrice esecutiva del Centro per la Storia del Max Planck Institute for Human Developmente. Dal 2003 al 2007 è stata docente di storia tedesca presso l'Università di Yale. Ricevette il suo dottorato di ricerca dall'Università di Bielefeld nel 1982 e precedentemente presso la facoltà della Libera Università di Berlino, dell'Università di Costanza e dell'Università di Bielefeld. Frevert ha ricevuto il Premio Gottfried Wilhelm Leibniz per la sua ricerca nel 1998.

## Opere principali
- A Nation in Barracks: Modern Germany, Military Conscription and Civil Society.  Translated by Andrew Boreham.  New York: Berg, 2004.
- Men of Honour: A Social and Cultural History of the Duel.  Translated by Anthony Williams.  Cambridge, MA: Blackwell Publishers, 1995.
- Women in German History: From Bourgeois Emancipation to Sexual Liberation.  Translated by Stuart McKinon-Evans.  New York: Berg, 1989.